# Слатинский монастырь
Слатинский монастырь (также Монастырь Слатина рум. Mănăstirea Slatina) — мужской монастырь Сучавской и Рэдэуцкой архиепископии Румынской православной церкви, действующий с XVI века в Сучаве, в Молдове. Основатель — господарь Александру Лэпушняну, захороненный в обители вместе с женой и двумя дочерьми.

## История
Легенда гласит, что на этом месте поселился отшельник по имени Пахомий, который посоветовал Лэпушняну построить здесь монастырь, хотя до этого отшельник довольствовался деревянной часовней.
Первый камень был заложен молдавским владыкой и Вселенским Константинопольским патриархом Иоасафом II, а монастырский храм был освящён 14 октября 1558 года в присутствии 116 православных священников. Его построили плотники из Трансильвании.
Василий Лупу восстановил монастырь, но в 1691 году во время Великой Турецкой войны Ян III Собеский разграбил его, и монастырь почти полвека оставался в руинах, так как русско-турецкие войны XVIII-го и начала XIX-го веков не способствовали нормальному состоянию и функционирование монашеской жизни. В монастыре была найдена единственная сохранившаяся копия Тисманской хроники.

## Игумены
- Кирилл (25 августа 1792—1794)